# Мурнау. Пейзаж с башней
«Мурнау. Пейзаж с башней» (нем. Murnau, Landschaft mit Turm, фр. Murnau, paysage à la tour) — абстрактная картина русского художника Василия Кандинского, написанная в 1908 году и хранящаяся в Национальном центре искусства и культуры Жоржа Помпиду Государственного музея современного искусства в Париже, Франция.

## История
После переезда в Мурнау-ам-Шттаффльзе в Баварских Альпах вместе со своей давней любовью Габриэле Мюнтер, Кандинский принимает стиль, который колеблется между пуантилистической живописью на тёмном фоне, вдохновлённой «миром искусства», и после встречи с группой Наби проявил интерес к полотнам опыта ФОВ, увиденным в 1906-1907 годах во время пребывания в Париже. Он не вдохновлен немецкими художниками, он не учитывает художников-экспрессионистов группы «Мост», поскольку отвергает символистский язык Франца фон Штука. Кандинский больше смотрит на Анри Матисса и фовистов, от которых он унаследовал, прежде всего, резкое использование чистого цвета в композиции картины, хотя он редко использует их тёплые тона, предпочитая синий и белый цвета в качестве фоновых.

## Описание
Полотно сравнимо с Мурнау. Дома на Обермаркт 1908 года, в которой Кандинский «окутывает» залитые закатным солнцем здания ночной атмосферой, набрасывая пушистые облака на почти почёрневшую твердь небосвода, создавая тем самым контраст, подобный этому произведению. Кандинский, используя технику, характерную для клуазонизма и традиционной баварской росписи по стеклу, отливает тёмные контуры, придавая им особую актуальность и наделяя их самостоятельной жизнью. Эти эволюции особенно заметны в пейзажных картинах Мурнау, особенно в периоды его общения с природой. В этих работах изображённые объекты сгущаются с чётко выраженной сущностью, оставляя лишь свой «внутренний скелет» путём чёткого синтеза изобразительных данных.
Действуя небольшими штрихами, художник заключает откровенные цвета в большие объёмы, структурированные чёрными контурами, напоминающие плоские рисунки на стекле местного народного искусства.На переднем плане с группой деревьев башня оживляет пейзаж, устремляясь к голубому небу, которое усиливается живописными красками с его великолепными красками и широкими, разнонаправленными мазками. Летний пейзаж показывает, как живописная практика Кандинского с её яркими цветными массами, постепенно обретающими независимость, сделала сдвиг в сторону формы живописи, освобожденной от обязательства быть фигуративным.